# Calycomyza minor
Calycomyza minor este o specie de muște din genul Calycomyza, familia Agromyzidae, descrisă de Spencer în anul 1973. Conform Catalogue of Life specia Calycomyza minor nu are subspecii cunoscute.